# ES (album)
Pour les articles homonymes, voir ES.
Albums de Imen Es
Nos vies
(2020) Train de vie
(2023)
Singles
1. Essaie encore
Sortie : 27 mai 2021
2. Fantôme
Sortie : 8 octobre 2021

ES est le deuxième album studio de la chanteuse française Imen Es, sorti le 3 décembre 2021 chez le label Fulgu Prod.

## Genèse
En plus de devenir pour la première fois maman, l’artiste a signé un des hits de l’année avec Essaie encore. Premier extrait de son deuxième album ES, ce titre sur le thème de la jalousie illustre son aptitude à comprendre les situations de la vie de tous les jours et à les retranscrire en morceaux universels. Il a été certifié disque d'or. Explorant également la place de la femme dans la société, la révélation de Sevran confirme ici son éclectisme en combinant pop, R&B et chanson dans des refrains hautement fédérateurs.

## Liste des titres
| Édition standard | Édition standard                 | Édition standard                   | Édition standard                 | Édition standard | Édition standard | Édition standard | Édition standard | Édition standard | Édition standard |
| No               | Titre                            | Auteur                             | Compositeur(s)                   | Durée            |                  |                  |                  |                  |                  |
| ---------------- | -------------------------------- | ---------------------------------- | -------------------------------- | ---------------- | ---------------- | ---------------- | ---------------- | ---------------- | ---------------- |
| 1.               | Djibril                          | Imen Es, Lyna Mahyem               | Chez, Saiton Prod.               | 2:50             |                  |                  |                  |                  |                  |
| 2.               | Essaie encore                    | Imen Es, Abou Debeing, Dadju       | Abou Debeing, Dadju, Young Bouba | 3:40             |                  |                  |                  |                  |                  |
| 3.               | La Go                            | Imen Es, Abou Debeing              | Abou Debeing, Young Bouba        | 3:25             |                  |                  |                  |                  |                  |
| 4.               | Vendeur de rêve                  | Imen Es, Abou Debeing              | Abou Debeing, Young Bouba        | 3:32             |                  |                  |                  |                  |                  |
| 5.               | Lovés (feat. Niro)               | Imen Es, Niro, Abou Debeing        | Niro                             | 2:39             |                  |                  |                  |                  |                  |
| 6.               | À l'aide                         | Imen Es, Vitaa                     | Vitaa, Renaud Rebillaud          | 3:27             |                  |                  |                  |                  |                  |
| 7.               | Alors (feat. Vitaa)              | Imen Es, Vitaa, Abou Debeing       | Vitaa, Renaud Rebillaud          | 3:12             |                  |                  |                  |                  |                  |
| 8.               | Fantôme                          | Imen Es, Abou Debeing              | Abou Debeing, Young Bouba        | 3:41             |                  |                  |                  |                  |                  |
| 9.               | Ma chérie                        | Imen Es, Abou Debeing              | Abou Debeing, Young Bouba        | 2:58             |                  |                  |                  |                  |                  |
| 10.              | Appelez-les (feat. MHD)          | Imen Es, Abou Debeing, MHD         | Young Bouba, Tendry              | 2:13             |                  |                  |                  |                  |                  |
| 11.              | Ladies                           | Imen Es, Abou Debeing              | Abou Debeing, Young Bouba        | 2:59             |                  |                  |                  |                  |                  |
| 12.              | Facile (feat. Camille Lellouche) | Imen Es, Camille Lellouche         | Seysey                           | 3:55             |                  |                  |                  |                  |                  |
| 13.              | Nous deux (feat. Abou Debeing)   | Imen Es, Abou Debeing              | Abou Debeing, Seysey             | 3:36             |                  |                  |                  |                  |                  |
| 14.              | Mot d'amour                      | Imen Es, Gims, Vitaa, Abou Debeing | Gims, Young Bouba                | 2:38             |                  |                  |                  |                  |                  |
| 15.              | S.O.S                            | Imen Es, Abou Debeing              | Abou Debeing, Young Bouba        | 3:14             |                  |                  |                  |                  |                  |
| 16.              | Petite sœur (feat. Fedoua Es)    | Imen Es, Fedoua Es, Abou Debeing   | Abou Debeing, Young Bouba        | 3:22             |                  |                  |                  |                  |                  |
| 51:14            |                                  |                                    |                                  |                  |                  |                  |                  |                  |                  |

## Titres certifiés en France
- Essaie encore Platine[5]
- Fantôme Or[7]

## Clips vidéo
- Essaie encore : 11 juin 2021
- Fantôme : 2 décembre 2021

## Classements et certification

### Classements hebdomadaires
| Classement (2020)            | Meilleure position |
| ---------------------------- | ------------------ |
| France (SNEP)                | 14                 |
| Belgique (Wallonie Ultratop) | 63                 |

### Certification
| Pays | Certification | Ventes certifiées |
| --- | ------------- | ----------------- |
| France (SNEP)                                                                                             | Or            | 50 000‡           |
| *Ventes selon la certification xNon précisé par la certification ‡ventes/streaming selon la certification |               |                   |